# Associazione Sportiva Viterbese Calcio 2007-2008
Questa pagina raccoglie le informazioni riguardanti l'Associazione Sportiva Viterbese Calcio nelle competizioni ufficiali della stagione 2007-2008.

## Rosa
| N. |                    | Ruolo | Calciatore                |
| -- | ------------------ | ----- | ------------------------- |
|    | Nigeria (bandiera) | A     | Kolowole Oyelola Agodirin |
|    | Italia (bandiera)  | D     | Nicola Armento            |
|    | Italia (bandiera)  | D     | Martino Borghese          |
|    | Italia (bandiera)  | C     | Jacopo Bornigia           |
|    | Italia (bandiera)  | D     | Fabio Calandrelli         |
|    | Italia (bandiera)  | C     | Marco Caputi              |
|    | Italia (bandiera)  | C     | Claudio Costanzo          |
|    | Italia (bandiera)  | A     | Cristian Luis Criniti     |
|    | Italia (bandiera)  | D     | Giordano D'Andrea         |
|    | Italia (bandiera)  | C     | Simone De Cristofaris     |
|    | Italia (bandiera)  | C     | Diego Di Gennaro          |
|    | Italia (bandiera)  | C     | Riccardo Di Leonardo      |
|    | Italia (bandiera)  | P     | Eros Favaretto            |
|    | Italia (bandiera)  | P     | Patrizio Fimiani          |
|    | Italia (bandiera)  | C     | Giovanni Foderaro         |
|    | Italia (bandiera)  | D     | Cristiano Gagliarducci    |
|    | Italia (bandiera)  | A     | Marco Giordano            |
|    | Italia (bandiera)  | C     | Luca Giovannetti          |
|    | Italia (bandiera)  | A     | Marco Gronchi             |

| N. |                   | Ruolo | Calciatore            |
| -- | ----------------- | ----- | --------------------- |
|    | Italia (bandiera) | D     | Daniele Ingiosi       |
|    | Italia (bandiera) | A     | Andrea Langiotti      |
|    | Italia (bandiera) | C     | Giuseppe Libassi      |
|    | Italia (bandiera) | C     | Alessandro Lolli      |
|    | Italia (bandiera) | C     | Renato Lustrissimi    |
|    | Italia (bandiera) | D     | Matteo Maggini        |
|    | Italia (bandiera) | C     | Alessandro Manni      |
|    | Italia (bandiera) | C     | Osvaldo Mannucci      |
|    | Italia (bandiera) | D     | Simone Marmorini      |
|    | Italia (bandiera) | D     | Marco Martin          |
|    | Italia (bandiera) | C     | Francesco Mazzarani   |
|    | Italia (bandiera) | C     | Davide Oresti         |
|    | Italia (bandiera) | A     | Francesco Piemontese  |
|    | Italia (bandiera) | C     | Marco Pollini         |
|    | Italia (bandiera) | D     | Alessio Spoltore      |
|    | Italia (bandiera) | A     | Giovanni Tiberi       |
|    | Italia (bandiera) | P     | Gianluca Vivan        |
|    | Italia (bandiera) | C     | Massimiliano Zazzetta |